# Monique Tello
Monique Tello est une peintre et graveuse française née à Oran le 4 janvier 1958.
Elle vit et travaille à Poitiers.

## Biographie
La famille de Monique Tello s’installe à Poitiers lorsqu'elle est adolescente. Elle suit les cours des beaux-arts de Poitiers et d’Angoulême et enseigne à l’école des beaux-arts de Poitiers à partir de 1981.
Sa première exposition a lieu à Ibos-Tarbes, au Parvis.
En 1981, elle rencontre Jean-Pierre Pincemin, qui l’encourage à peindre. Formée par le mouvement Supports/Surfaces, proche de l’action painting, et de l’écriture automatique comme pratique du dessin, elle s’en distingue par la liberté du geste et le va-et-vient entre la méthode et le hasard. D'après elle, « la peinture se regarde et la peinture se pense aussi. »
En 1986, Jean-Pierre Pincemin lui présente son éditeur de gravures, l'atelier Pasnic. À partir de là, Monique Tello travaille en parallèle la peinture, le dessin et la gravure. Elle réalise des gravures au carborundum, à la pointe sèche, avec collages, pochoirs et crée un système très personnel entre l’action directe et la notion de forme.
Monique Tello et Jean-Pierre Pincemin exposent ensemble au Confort Moderne à Poitiers en 1987, qui lui consacre en 1990 une exposition personnelle ainsi que le Carré Saint-Vincent, centre d’art contemporain, à Orléans.
En 1994, elle est accueillie en résidence en République tchèque. En 1998, ses œuvres sont incluses dans les collections publiques (Frac Poitou-Charentes), elle expose successivement dans de nombreux musées et lieux institutionnels, ainsi que dans des salons d’art contemporain et galeries.
Ses dernières expositions sont présentées à la galerie Univer (en 2016, 2018, 2020, 2021), aux musées de Vendôme (2010) et au musée Sainte-Croix de Poitiers,, (2012-2013).

## Expositions personnelles (sélection)
- 2020, 2021 : Galerie Univer / Colette Colla, Paris
- 2018 : Galerie Univer / Colette Colla[12], Paris
- 2016 : Galerie Univer / Colette Colla, Paris
- 2012-2013 : « Chemins Primitifs », musée Sainte-Croix[10],[9], Poitiers
- 2011 : Galerie Univer / Colette Colla, Paris
- 2010 : Musée de Vendôme[8]
- 2009 : Galerie Univer / Colette Colla, Paris
- 2008 : Galerie Herzog, Paris
- 2007 : Centre d’art de Montrelais
- 2006 : Le Carré Saint-Vincent, centre d’arts contemporains, Orléans
- 2005 : 
  - Cloître des Dames Blanches, La Rochelle
  - Galerie Louise-Michel, Poitiers
  - Chapelle Saint-Jacques, Vendôme
- 2004 : 
  - MJC, Lussac-les-Châteaux
  - Galerie Graffiti, Montmorillon
  - Galerie Brun Léglise, Paris
- 2000 : 
  - Galerie Icauna, Saint-Julien-du-Sault
  - Galerie Bernard Forget, Poitiers
- 1998 : Espace Malraux, Chambéry
- 1997 : Entrepôt Galerie du Confort Moderne, Poitiers[3]
- 1996 : Espace Martiningo, Chambéry
- 1995 : Galerie Cornette-Pajarin, Paris
- 1994 : Galerie Aspekt, Brno (République tchèque)
- 1993 : Galerie Lucette Herzog, Paris
- 1992 : 
  - Le Théâtre scène nationale-musée Sainte-Croix, Poitiers
  - École municipale d’arts plastiques, Châtellerault
- 1991 : 
  - Galerie Pasnic, salon « Découverte », Grand Palais, Paris
  - Galerie Lise et Henri De Menthon, Paris
- 1990 :
  - Galerie du CAC, Carré Saint-Vincent, Orléans
  - Galerie Abélard, Sens
  - Galerie du Confort Moderne, Poitiers
- 1989 : Galerie Pasnic, Paris
- 1986 : École d’arts plastiques, Châtellerault

## Livres d'artiste
- Squiggle de François-Marie Deyrolle, lithographies de Monique Tello, Châtellerault, Association Cardinaux, 2005[13]
- Tout le sillage de Bernard Vargaftig, quatre gravures de Monique Tello, 46 ex. numérotés, 2005[14]
- Wet paint : haïkus aux embruns de Dominique Truco et linoléums aquatiques de Monique Tello, Poitiers, Paréiasaure éd., 2006  (ISBN 2-911299-37-X)[15]
- 14 morceaux de la descente de croix, portfolio d'estampes de Monique Tello, texte de Ludovic Degroote, Paris, éditions L'Atelier contemporain, imprimeur : Pasnic, 2007[16]
- Un volcan lointain de Gilbert Lascault illustré de cinq gravures originales de Monique Tello, éditions Pasnic, 2015
- Insinuation sur fond de pluie, présentée et traduite de l'espagnol par Édouard Pons ; dessins de Monique Tello, éditions Fond d'encre, 2015[17]
- L'Île blanche de Bruno Krebs, avec des illustrations de Monique Tello, éditions L'Atelier contemporain, 2015  (ISBN 979-10-92444-02-5)